# أولريش بيل
أولريش بيل (بالألمانية: Ulrich Biel)‏ (و. 1907 – 1996 م) هو سياسي، ومحامي، وكاتب عدل ألماني، ولد في تشارلوتنبرغ، كان عضوًا في الاتحاد الديمقراطي المسيحي، توفي في برلين، عن عمر يناهز 89 عاماً.

## مناصب
تولى منصب عضو في برلمان برلين ‏
.

## جوائز
حصل على جوائز منها:
- ميدالية  إرنست رويتر  [لغات أخرى]‏ (1977)
- نيشان صليب قائد فرسان من رتبة استحقاق جمهورية ألمانيا الاتحادية